# Самуель Магареро
Самуель Магареро (1856 — 14 березня 1923) — вождь племені гереро в 1890—1915 роках, один з очільників повстання проти німецьких колонізаторів.

## Життєпис
Син Магареро, вождя гереро. Народився 1856 року, охрестився в 1869 році. Навчався писати й читати разом з братмо Вільгельмом в місіонера Карла Гюго Хана, що викладав в школі Августенеум в Очимбінгве. Його розглядали як потенційного священика. Після смерті батька 1890 року за підтримки німецького губернатора Курта фон Франсуа отримав вождівство в районі Окаханджи, хоча, згідно зі звичаями спадкування гереро, він не нажив багато свого багатства та худоби.
Спочатку він підтримував досить добрі стосунки з німецькою колоніальною адміністрацією за часів Теодора Лейтвайна, який 1894 року допоміг Магареро повернути владу після повстання проти себе.
Проте конфлікти з німецькими фермерами, економічні труднощі, насамперед загибель близько 70 % худоби 1897 року внаслідок чуми і нашестя сарани, а також використання землі гереро для залізниць компанією Отаві врештою призвело до погіршення відносин. Гереро були вимушені продати колоністам значну частину своїх земель. Розгніваний жорстоким поводженням з гереро з боку німецьких поселенців та колоніальних адміністраторів, які розглядали племена як дешеве джерело робочої сили для бавовни та інших експортних культур, 1901 року вождь гереро звернувся до губернатора.
Самуель Магареро таємно став планувати повстання з іншими вождями проти німецької влади. У листі до Хендріка Вітбуї, вождя нама, закликав: «Вмираймо, воюючи!».
12 січня 1904 року почав повстання гереро. Спочатку знищив 123 німецьких колоністів. До 14 січня гереро дійшли до Омараси, потім зруйнували поштові відділення Вальдау та Ватерберг. 16 січня взяв в облогу Гобабіс. Потім знищив німецьку роту біля Очиваронго. У відповідь Лейтвайн призначив командувачем Лотар фон Трота, який мав 15 тис. вояків, та оголосив нагороду за Магареро в 5 тис. рейхсмарок. 11 серпня у битві біля Ватербергу Самуель Магареро зазнав тяжкої поразки. Вцілілі гереро тікали через пустелю Омахеке до британського Бечуаналенду, розраховуючи знайти там притулок. Так як німецькі війська не підпускали гереро до джерел води, величезна їх кількість загинуло по дорозі від спраги. Полонених відправили до концтабору на острові Акула. Магареро разом із приблизно 1000 вояками, зумів перетнути пустелю Калахарі, сховавшись в британських володіннях.
У 1915 році британці заборонили гереро мати своїх вождів, тому Самуель зрікся влади й надали мешкав наче звичайна людина. Помер в Серове 1923 року.